# 细胞内噪声
如果从定量的角度去研究细胞的时候，尽管细胞的遗传背景是相同的，即便是在同一个组织中，细胞内蛋白质表达水平、细胞的大小和胞内结构是不尽相同的，因此，这种随机的可变性被称为细胞内噪声。这些明显的随机差异有着重要的生物学和医学意义。
细胞内噪声通常描述在基因的表达层面，比如细胞内或者细胞间某些基因产物的浓度或者拷贝数。因为基因表达水平对细胞的很多特征具有重要的作用，包括细胞的物理特征、对刺激的响应和处理信息的能力等等，基因表达存在差异这种特性已经被证明对细胞具有重要的意义。

## 定义
定义细胞内噪声最常用的是变异系数（coefficient of variation）。
{\displaystyle \eta _{X}={\frac {\sigma _{X}}{\mu _{X}}},}
其中，{\displaystyle \eta _{X}}是在一定数量下的{\displaystyle X}所对应的噪声，{\displaystyle X}, {\displaystyle \mu _{X}}是数值X对应的平均值，{\displaystyle \sigma _{X}}是{\displaystyle X}的标准差。这种测量方法是没有单位的，因为它只是对噪声的重要性做一个相对的比较，所以就没有必要知道知道它的绝对含义。
其它定量的方法是数学上的Fano因子：
{\displaystyle F_{X}={\frac {\sigma _{X}^{2}}{\mu _{X}}}.}
标准化后的方差是：
{\displaystyle N_{X}=\eta _{X}^{2}={\frac {\sigma _{X}^{2}}{\mu _{X}^{2}}}.}

## 内部噪声和外部噪声
细胞噪声通常被细分成内部噪声和外部噪声两类。内部噪声指的是在一个细胞内起响应的元件的数量差异，比如在一个细胞中，两个基因在相同的条件下，仍有着表达量的差异。而外部噪声描述的是不同的单个细胞在相同条件下，特定基因的表达所具有差异。这两种噪音可以通过双荧光报告系统（dual reporter studies）进行研究，比如将绿色荧光蛋白和黄色荧光蛋白在同样的条件下，用成像的手段去进行研究。

## 可用技术
可供研究的技术有：一个是用荧光原位杂交技术来看单细胞mRNA转录数量随时间的变化，也可以使用单细胞的RNA测序技术，但是后者失去了时间的信息。

## 机制
Ozbudak（2002）观察到枯草芽孢杆菌中由诱导型启动子驱动的GFP表达基因表达的变异性取决于转录和翻译的潜在生化速率。在这些实验中，通过改变诱导水平来控制转录速率，并通过将突变引入核糖体结合位点来改变翻译速率。这验证了他们已经开发出的内在噪声随机理论，该理论预测了当这些参数改变时基因表达中的噪声将如何变化。尤其是，该理论预测，噪声（通过蛋白质表达水平的标准偏差除以均值来衡量）将反过来取决于转录速率，而不取决于翻译速率。这是因为蛋白质是由单个转录本以翻译“爆发”形式产生的；基因表达爆发的概念在当前的研究中继续发挥重要作用，尤其是在高等真核生物中。
在细菌中进行这些实验之后，研究人员开始研究真核生物中的随机基因表达，最初的研究重点是酵母。几乎立即，有几篇报道似乎表明，酵母中基因表达变异的来源在许多重要方面与细菌中有所不同。这些研究都检查了平均表达水平与该平均值变化之间的关系。但是，这些观察结果与转录爆发模型兼容，在该模型中，基因本身在转录活性和非活性状态之间随机过渡。除了在转录和翻译中的随机事件外，这种转录爆发模型还增加了随机性的另一个重要来源，目前已在理论上进行了详细的分析。需要这样的模型来解释真核数据，而不是大多数原核数据，强烈暗示某些特定于真核生物的基因表达调节剂是负责任的。最可能的候选方法是染色质重塑：当周围的染色质处于开放的乙酰化状态时，该基因能够相对自由地转录，而当染色质处于浓缩状态时，转录受到抑制。
在酵母中，基因表达中的噪声主要来自外部，导致不同基因之间的相关波动。迄今为止，识别出的这种外部噪声的来源是细胞大小，常见上游因子的变化和染色体位置；相比之下，原核基因表达的外在变异被认为主要源于上游因子的变异。
Sigal等人在蛋白质水平上观察到了变异性。似乎通常比上述研究中在mRNA水平上观察到的要小得多，而且mRNA的分布更严重地倾斜。如何解决这种差异？一个答案可能是方法论上的：通过筛选表达可检测量的YFP的细胞，由Sigal等人获得的具有YFP插入的蛋白质。 GAPDH mRNA的可变性要比其他基因低，这可能支持偏重于或组成性表达较低变异性的基因。蛋白质稳定性也可能在mRNA与蛋白质变异性之间的关系中起作用。寿命短的蛋白质将非常紧密地跟踪mRNA水平，从而导致类似于mRNA分布（并与之密切相关）的蛋白质分布。但是，如果蛋白质降解缓慢（如YFP的情况），那么大量的较旧蛋白质将缓冲mRNA的快速波动。也就是说，mRNA爆发可能仅用于“补充”蛋白质水平。在这种情况下，mRNA和蛋白质水平没有强烈的相关性。

## 正反馈对噪音的影响
在存在正反馈的情况下，噪声会导致更加剧烈的行为。正反馈可以充当开关，其中来自给定基因的少量表达可以用来进一步激活基因本身的表达，最终将基因从“关闭”状态翻转为“开启”状态。但是，在存在协同作用的情况下，细胞可以无限期地保持在“关闭”状态，因为协同作用会创建一个阈值，该阈值要求蛋白质水平必须超过该阈值才能触发反馈。在那种情况下，基因表达的偶然大波动可以起到随机激活开关并将细胞推入开启状态的作用在具有正反馈开关的合成系统中已经观察到这种双稳态表达模式以及几种天然存在的遗传正反馈回路。
基因表达随机性决定细胞命运
使用随机基因表达来创建多种表型是很明显的原理，因为病毒、细菌和酵母的同基因种群不能以任何其他方式表现出异质性。但是，在许多高等真核生物中，种群多样性主要来自遗传和环境多样性，这使得利用随机基因表达的论据不太合理。例如，在研究中，人们会想象确定性地执行开发程序对于生产功能性组织至关重要，因为机体间的差异反映了遗传差异，而不是随机差异。然而即使研究过程中，研究人员也发现了许多与随机基因表达有关的随机细胞命运决定的有趣例子。
在发育中具有重要作用的随机基因表达的一个著名例子是小鼠中不同感觉神经元中不同气味受体的表达。嗅觉提出了一个有趣的调节挑战，因为有超过一千种不同的气味受体，每个受体必须在单个神经元中差异表达才能赋予独特的敏感性。开发能够进行此类复杂决策的调节网络非常复杂，因此小鼠采用了更为简单的“蒙特卡洛”策略，其中每个神经元以互斥的方式随机表达特定的气味受体（Vassar等，1993）。 （Tsuboi等，1999）。进一步研究的一个有趣的路线是确定在嗅觉上皮形成过程中负责这些选择的随机机制，并阐明一旦做出决定就负责“锁定”特定行为的网络。
随机基因表达已与细胞命运决定明确关联的另一个特别好的例子是果蝇眼中的感光细胞表达。果蝇眼由大量称为小眼的光学单元组成，每个光学单元包含两个细胞，这些细胞依次表达一对特定的感光体中的一个，即Rh3和Rh5（对于蓝色敏感的小眼）或Rh4和Rh6（对于黄色敏感的小眼） Wernet（2006年）表明，这一决定几乎完全是由于基因（the spineless gene）的随机表达，随机增加它的表达水平导致了约70％的眼病采用了黄色命运。

## 细胞噪音的异质性
人们还发现，通常不是必需的应激反应基因趋于嘈杂，反映出这类基因中噪音的潜在益处（Blake等，2006）。相反，参与蛋白质合成和降解的基因的可变性要小得多，这意味着细胞功能所必需的基因需要更精确的表达水平。发现噪声主要源于mRNA合成和降解的随机性，表达水平较高的基因通常在细胞之间的变异性较小。后一点强调了基因表达的噪音水平与维持大量蛋白质的代谢成本之间的潜在权衡。